# 발데마르 안톤
발데마르 안톤(독일어: Waldemar Anton, 1996년 7월 20일 ~ )은 독일의 축구 선수로, 현재 독일 분데스리가의 보루시아 도르트문트에서 수비수로 활약하고 있다.